# Casino Artístico y Literario de Lorca
El Casino Artístico y Literario de Lorca es un edificio situado en la esquina de las calles Pío XII y Lope Gisbert. La construcción del edificio terminó en 1885, sin contar el salón de baile que se realizó entre los años 1914 y 1916. 
El edificio tiene planta rectangular y su puerta principal da a la calle Pío XII, teniendo enfrente la Casa de Los Arcas, mientras que el lateral da a la calle Lope Gisbert, teniendo enfrente el Palacio de los Condes de San Julián.

## Historia
La sociedad del casino fue fundada en 1847, aunque el edificio se levanta sobre el solar del desamortizado convento de San Juan de Dios, del que se conservan algunos restos en la planta baja.
El edificio es en su exterior uno de los más claros ejemplos del eclecticismo provinciano y señorial, al que los materiales tradicionales le dan un fuerte aire local. Los complementos de las artes industriales y aplicadas introducen unas notas de calidad especialmente en la puerta y vestíbulo principales.
El conjunto del edificio resulta de empaque en relación con la antigua escala de la ciudad, donde no escaseaban las grandes mansiones. Valiéndose de algunos elementos clasicistas, como frontones en los balcones de la planta noble y entrada, dan al casino la expresión de las tradiciones arquitectónicas vernáculas. El eclecticismo no necesitaba recuperar las tradiciones artesanales porque éstas apenas habían variado desde el siglo XVII, con una interpretación indígena del eclecticismo, al igual como había sucedido en el barroco lorquino en muchas obras relacionado con el barroco sudamericano.
De su interior destacan el patio de luces, cubierto con una estructura de madera y cristal, la escalera de tipo imperial y el salón de baile, modernista, reflejo de una ambientación festiva conseguida por medio de la claridad armónica de los colores del conjunto.

## Catalogación
Actualmente tiene la incoación de Bien de interés cultural, de forma conjunta con el Palacio de los Condes de San Julián, la Iglesia de San Mateo y el Palacio de Guevara, este último ya declarado Bien de Interés Cultural de forma individual. 